# Pruniș, Cluj

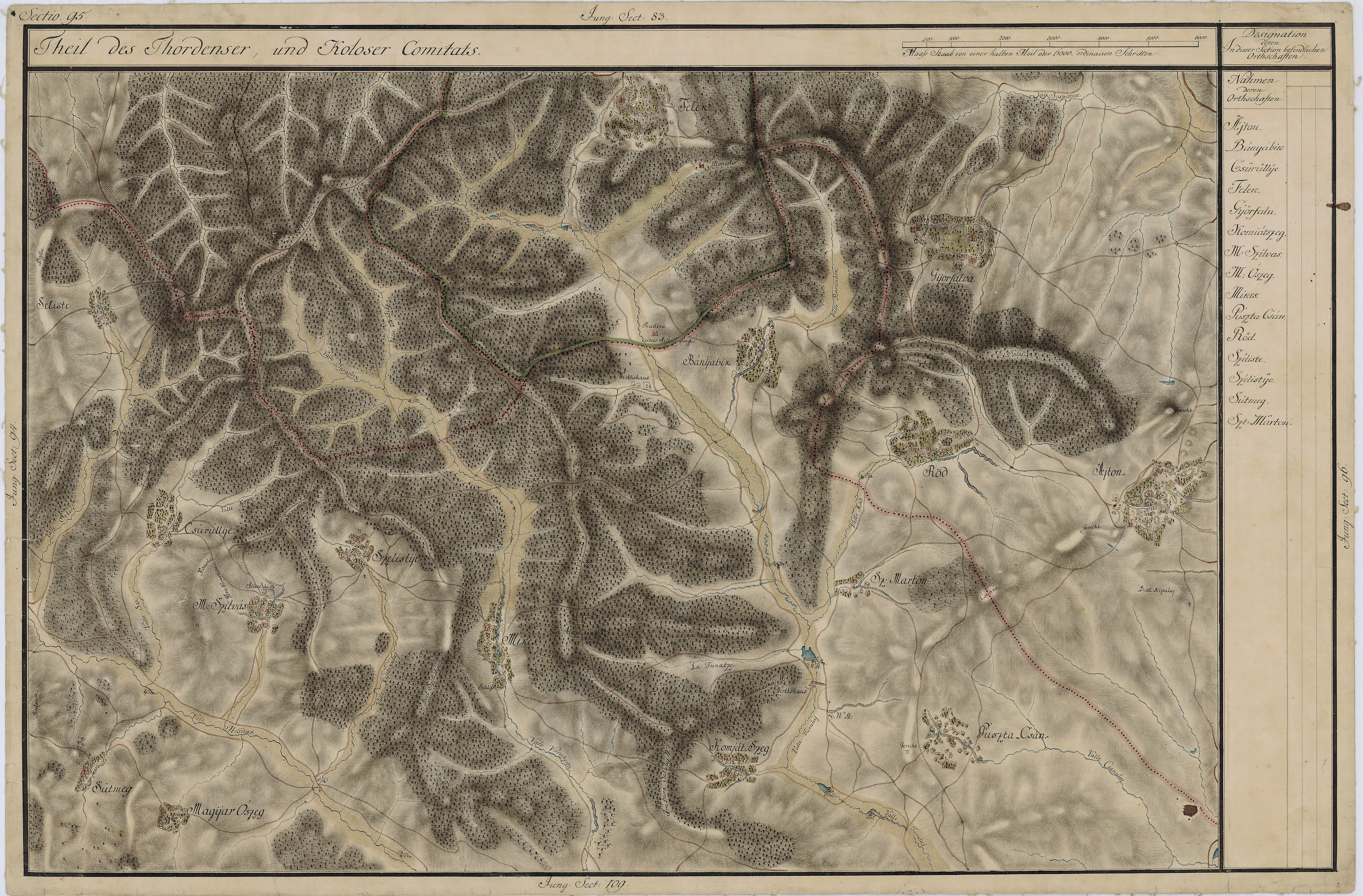
Pruniş pe Harta Iosefină a Transilvaniei,
1769-1773 (Sectio 095)

Pruniș (în trecut Silvașul Unguresc; în maghiară Magyarszilvás) este un sat în comuna Ciurila din județul Cluj, Transilvania, România.

## Date geografice
Altitudinea medie: 607 m.

## Istoric
Pe Harta Iosefină a Transilvaniei din 1769-1773 (Sectio 095), localitatea apare sub numele de „M.Szilvás” (Magyar Szilvás).
În partea de nord a satului pe această hartă este marcat amplasamentul unui vechi castel, numit “Altes Schloß”.

## Galerie de imagini

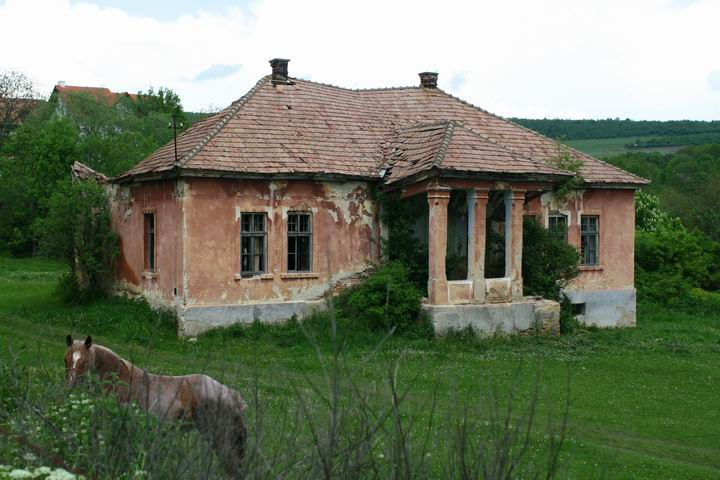
Conac vechi din Pruniș